# Dick Hunt
Richard Howard „Dick“ Hunt (* 31. Oktober 1935 in Los Angeles) ist ein ehemaliger US-amerikanischer Eisschnellläufer.
Hunt wurde im Jahr 1966 Nordamerikameister über 5000 m und nahm an zwei Olympischen Winterspielen teil. Dabei belegte er bei den Olympischen Winterspielen 1960 in Squaw Valley jeweils den 17. Platz über 1500 m sowie 5000 m und bei den Olympischen Winterspielen 1964 in Innsbruck den 20. Platz über 5000 m sowie den 15. Rang über 1500 m. Nachdem er für die Olympischen Winterspiele 1968 nicht nominiert wurde, beendete er seine Karriere und war bis 1978 als Feuerwehrmann tätig. Im Jahr 1978 begann er mit dem Skilanglauf und gewann dabei in seiner Altersklasse mehrere nationale Rennen. Später wurde er Skilanglauftrainer und trainierte dabei die südkoreanische Skilanglaufmannschaft für die Olympischen Winterspiele 1988 in Calgary.

## Persönliche Bestzeiten
| Disziplin | Zeit        | Datum             | Ort          |
| --------- | ----------- | ----------------- | ------------ |
| 500 m     | 42,7 s      | 15. Januar 1964   | Moss         |
| 1500 m    | 2:10,8 min  | 26. Dezember 1963 | Rosemont     |
| 3000 m    | 4:51,8 min  | 15. Januar 1964   | Moss         |
| 5000 m    | 8:03,6 min  | 26. Dezember 1963 | Rosemont     |
| 10.000 m  | 17:29,2 min | 28. Februar 1959  | Squaw Valley |